# 59. brigada za oskrbo s strelivom (ZDA)
59. brigada za oskrbo s strelivom (izvirno angleško 59th Ordance Brigade) je bila brigada za oskrbo s strelivom Kopenske vojske Združenih držav Amerike.

## Odlikovanja
- Meritorious Unit Commendation